# Такнуто-макнуто
Такнуто-макнуто је правило у шаху.
Шахиста за време партије може боље наместити (поправити) фигуре на табли само у случају да то претходно најави противнику или судији (ако противник није тренутно присутан), што је регулисано у Правилима игре ФИДЕ. У противном, односно ако играч без те најаве додирне једну или више фигура, он мора играти са првом коју је (намерно) додирнуо, или да узме прву противничку фигуру коју је дотакао (правило такнуто-макнуто). Играч може рекламирати да је противник додирнуо фигуру пре него што је одиграо свој потез. Ако судија не може (нпр. уз помоћ независних сведока) утврдити да ли је дошло до кршења Правила игре, наредиће да се партија настави.
Играч који намерно додирне своју фигуру мора с њом играти, а ако додирне противникову мора је узети, под условом да је то могуће. Ако то нису могући потези, он може одиграти било који други потез. Рекламација на кршење овог правила могућа је само док је играч на потезу.
|   | a                                                                              | b                                                                              | c                                                                              | d                                                                              | e                                                                              | f                                                                              | g                                                                              | h                                                                              |   |
| 8 | b8 black king · d6 black rook · c5 white pawn · c4 white queen · b2 white king | b8 black king · d6 black rook · c5 white pawn · c4 white queen · b2 white king | b8 black king · d6 black rook · c5 white pawn · c4 white queen · b2 white king | b8 black king · d6 black rook · c5 white pawn · c4 white queen · b2 white king | b8 black king · d6 black rook · c5 white pawn · c4 white queen · b2 white king | b8 black king · d6 black rook · c5 white pawn · c4 white queen · b2 white king | b8 black king · d6 black rook · c5 white pawn · c4 white queen · b2 white king | b8 black king · d6 black rook · c5 white pawn · c4 white queen · b2 white king | 8 |
| 7 | b8 black king · d6 black rook · c5 white pawn · c4 white queen · b2 white king | b8 black king · d6 black rook · c5 white pawn · c4 white queen · b2 white king | b8 black king · d6 black rook · c5 white pawn · c4 white queen · b2 white king | b8 black king · d6 black rook · c5 white pawn · c4 white queen · b2 white king | b8 black king · d6 black rook · c5 white pawn · c4 white queen · b2 white king | b8 black king · d6 black rook · c5 white pawn · c4 white queen · b2 white king | b8 black king · d6 black rook · c5 white pawn · c4 white queen · b2 white king | b8 black king · d6 black rook · c5 white pawn · c4 white queen · b2 white king | 7 |
| 6 | b8 black king · d6 black rook · c5 white pawn · c4 white queen · b2 white king | b8 black king · d6 black rook · c5 white pawn · c4 white queen · b2 white king | b8 black king · d6 black rook · c5 white pawn · c4 white queen · b2 white king | b8 black king · d6 black rook · c5 white pawn · c4 white queen · b2 white king | b8 black king · d6 black rook · c5 white pawn · c4 white queen · b2 white king | b8 black king · d6 black rook · c5 white pawn · c4 white queen · b2 white king | b8 black king · d6 black rook · c5 white pawn · c4 white queen · b2 white king | b8 black king · d6 black rook · c5 white pawn · c4 white queen · b2 white king | 6 |
| 5 | b8 black king · d6 black rook · c5 white pawn · c4 white queen · b2 white king | b8 black king · d6 black rook · c5 white pawn · c4 white queen · b2 white king | b8 black king · d6 black rook · c5 white pawn · c4 white queen · b2 white king | b8 black king · d6 black rook · c5 white pawn · c4 white queen · b2 white king | b8 black king · d6 black rook · c5 white pawn · c4 white queen · b2 white king | b8 black king · d6 black rook · c5 white pawn · c4 white queen · b2 white king | b8 black king · d6 black rook · c5 white pawn · c4 white queen · b2 white king | b8 black king · d6 black rook · c5 white pawn · c4 white queen · b2 white king | 5 |
| 4 | b8 black king · d6 black rook · c5 white pawn · c4 white queen · b2 white king | b8 black king · d6 black rook · c5 white pawn · c4 white queen · b2 white king | b8 black king · d6 black rook · c5 white pawn · c4 white queen · b2 white king | b8 black king · d6 black rook · c5 white pawn · c4 white queen · b2 white king | b8 black king · d6 black rook · c5 white pawn · c4 white queen · b2 white king | b8 black king · d6 black rook · c5 white pawn · c4 white queen · b2 white king | b8 black king · d6 black rook · c5 white pawn · c4 white queen · b2 white king | b8 black king · d6 black rook · c5 white pawn · c4 white queen · b2 white king | 4 |
| 3 | b8 black king · d6 black rook · c5 white pawn · c4 white queen · b2 white king | b8 black king · d6 black rook · c5 white pawn · c4 white queen · b2 white king | b8 black king · d6 black rook · c5 white pawn · c4 white queen · b2 white king | b8 black king · d6 black rook · c5 white pawn · c4 white queen · b2 white king | b8 black king · d6 black rook · c5 white pawn · c4 white queen · b2 white king | b8 black king · d6 black rook · c5 white pawn · c4 white queen · b2 white king | b8 black king · d6 black rook · c5 white pawn · c4 white queen · b2 white king | b8 black king · d6 black rook · c5 white pawn · c4 white queen · b2 white king | 3 |
| 2 | b8 black king · d6 black rook · c5 white pawn · c4 white queen · b2 white king | b8 black king · d6 black rook · c5 white pawn · c4 white queen · b2 white king | b8 black king · d6 black rook · c5 white pawn · c4 white queen · b2 white king | b8 black king · d6 black rook · c5 white pawn · c4 white queen · b2 white king | b8 black king · d6 black rook · c5 white pawn · c4 white queen · b2 white king | b8 black king · d6 black rook · c5 white pawn · c4 white queen · b2 white king | b8 black king · d6 black rook · c5 white pawn · c4 white queen · b2 white king | b8 black king · d6 black rook · c5 white pawn · c4 white queen · b2 white king | 2 |
| 1 | b8 black king · d6 black rook · c5 white pawn · c4 white queen · b2 white king | b8 black king · d6 black rook · c5 white pawn · c4 white queen · b2 white king | b8 black king · d6 black rook · c5 white pawn · c4 white queen · b2 white king | b8 black king · d6 black rook · c5 white pawn · c4 white queen · b2 white king | b8 black king · d6 black rook · c5 white pawn · c4 white queen · b2 white king | b8 black king · d6 black rook · c5 white pawn · c4 white queen · b2 white king | b8 black king · d6 black rook · c5 white pawn · c4 white queen · b2 white king | b8 black king · d6 black rook · c5 white pawn · c4 white queen · b2 white king | 1 |
|   | a                                                                              | b                                                                              | c                                                                              | d                                                                              | e                                                                              | f                                                                              | g                                                                              | h                                                                              |   |

Ако је играч дотакнуо противничку, а затим своју фигуру којом не може узети дотакнуту противничку, он мора играти сопственом фигуром, али не мора узети противничку неком својом другом фигуром којом је то могуће.
На пример, на позицији на дијаграму, ако бели дотакне топа па даму, он мора узети топа дамом, а тек ако би то било немогуће (што и јесте немогуће на дијаграму) — морао би узети топа пешаком.